# Mena
Mena (ukrainsk: Мена ukrainsk udtale: [ˈmɛnɐ]) er en by i Korjukivskyj rajon, Tjernihiv oblast (provins) i Ukraine. Den er hjemsted for administrationen af Mena urban hromada, en af Ukraines hromadaer.
Indtil den 18. juli 2020 var Mena det administrative centrum for Mena rajon. Rajonen blev nedlagt i juli 2020 som en del af den administrative reform i Ukraine, som reducerede antallet af rajoner i Tjernihiv Oblast til fem. Området Mena Rajon blev delt mellem Tjernihiv og Korjukivskyj rajon, hvor Mena blev overført til Tjernihiv rajon.
Byen har 10.935 (2022) indbyggere.

## Gallery
- Monument
- Jernbanestation